# 'Abd al-Dār ibn Qusayy
ʿAbd al-Dār ibn Quṣayy (in arabo ﻋﺒﺪ ﺍﻟﺪﺍﺭ ﺑﻦ ﻗﺼﻲ‎?) è l'eponimo del sotto-clan dei B. ʿAbd al-Dār, della tribù dei Quraysh di Mecca, che da lui prese il proprio nome.
Figlio del creatore della tribù dei Quraysh, Quṣayy ibn Kilāb (c. 400–480), ʿAbd al-Dār fu il trisavolo di ʿAbd al-Muṭṭalib b. Hāshim (Shayba ibn Hāshim).